# Larin Paraske
Larin Paraske (født 27. december 1833 i Sankt-Peterburgskij ujezd, Sankt Petersborg guvernement, død 3. januar 1904 i Saporosjskoje, Prioserskij rajon) var en ingrisk mundtlig digter. Hun anses som en nøglefigur i bevarelsen og formidlingen finsk folkepoesi og er blevet kaldt "det finske Mnemosyne". Hendes talrige lyttere omfattede flere romantiske nationalistiske kunstnere så som Jean Sibelius, der hentede inspiration fra hendes fortolkninger af Kalevala, et episk digt indsamlet fra finsk folklore af Elias Lönnrot.
Paraske kunne recitere over 32.000 poesi-vers, hvilket gjorde hende til en vigtig kilde til karelsk kultur. Hendes digte blev nedskrevne af Adolf Neovius i 1880'erne, og efter flere års arbejde var ca. 1.200 digte, 1750 ordsprog og 336 gåder blevet dokumenterede, sammen med flere finske klagesange kendt som itkuvirsi, der fremføres med gråd og hulkende.
I 1936 lavede billedhuggeren Alpo Sailo en statue af Paraske. Det var planlagt til Kalevala-bygningen, som imidlertid aldrig blev realiseret, at statuen blev i stedet rejst i 1949 i Hakasalmi-parken ved Mannerheimintie i Helsingfors. En gade opkaldt efter Paraske ligger i Kaarela, en bydel i Helsinki. I 2004 blev Paraske placeret som nummer 87 på Suuret suomalaiset, en liste udformet efter en afstemning arrangeret af YLE, Finlands Radio, for at fastlægge "de 100 største finner". Paraske er også en af de personer, som er blevet gengivet på frimærker i Finland.

## Liv og gerning
Paraske blev født som Paraskeva Nikitina, hendes officielle russiske navn, i Lempäälä, I Nordingermanland. Hendes fader Mikitta Mikitanpoika (1802-1851) var en jordløs fæstebonde (lampuoti), der fæstede en gård. Begge hendes forældre var etniske ingrere. Paraske begyndte at interessere sig for poesi i en tidlig alder og lærte udenad alle de digte, der var kendt i området, og skabte selv mange flere nye. Hendes slægtninge, Timon Tarja og Kondrolan Maura, var også digtere. Paraske fader døde i 1851, og hendes moder, Tatjana Vasilovna, var død tre år tidligere i 1848.
I 1853 blev Paraske gift med en bonde ved navn Kaurila Teppananpoika (eller Gavril Stepanov) fra Vaskela landsby i Sakkola (senere Metsäpirtti kommune) i provinsen Viipuri. Hendes mand var sygelig og 20 år ældre end hun var, men i ægteskabet blev født 9 børn i årene 1855-1878, hvoraf imidlertid kun tre af dem overlevede indtil voksenalderen. Ud over sine egne børn plejede Paraske 50 forældreløse børn fra Sankt Petersborg. Hendes liv var hårdt, efter som familiens udkomme afhang af hendes indkomst. Hun blev enke i 1888.
Paraske liv ændrede sig i 1887, da hun fik præsten Adolf Neovius' opmærksomhed, denne var i gang med at dokumentere national folkepoesi. Neovius indså Paraskes talent og betalte hende en rubel i timen for at synge hendes sange. Med disse penge var Paraske i stand til at redde sit hus fra beslaglæggelse. Deres samarbejde resulterede i transskriptioner af 1.200 digte, 1.750 ordsprog og 336 gåder. Hendes digte var tidligere blevet skrevet ned af A. Borenius-Lähteenkorva i 1877, men dette arbejde omfattede kun 26 digte.
I 1891 flyttede Neovius til Porvoo, og Paraske rejste med ham til byen for at færdiggøre deres projekt. I årene fra 1891 til 1894, gav hun flere fremførelser i Porvoo og Helsinki og blev meget populær. Hendes rune-sang, der ofte havde temaer fra Kalevala, påvirkede adskillige fremtrædende kunstnere. Jean Sibelius' 'Kullervo, Op. 7 siges at indeholde elementer af Paraskes hypnotiske, besværgende sangstil. Albert Edelfelt og Eero Järnefelt malede portrætter af Paraske i 1893.
Paraske vendte tilbage til Vaskela, Sakkola, i 1894. Trods sin succes forblev hun fattig. Hendes hus blev solgt i løbet af sommeren 1899 på grund af, at hun var bagud i skat, og hun måtte flytte ind i hendes nabos sauna. Det Finske Litteratur Selskab gav Paraske en kunstnerpension i 1901, men hun var ude af stand til overkomme sine økonomiske problemer. Hun døde nødlidende i Sakkola i 1904.
- Larin Paraske, Albert Edelfelts maleri, 1893
- Edelfelt's 1893 portræt af Paraske